# Billy Herman
William Jennings Bryan Herman (New Albany, Indiana, 7 de julio de 1909-West Palm Beach, Florida, 5 de septiembre de 1992), más conocido como Billy Herman, fue un jugador profesional estadounidense de béisbol que se desempeñó en la posición de segunda base en las Grandes Ligas de Béisbol (MLB). Es miembro del Salón de la Fama del Béisbol.

## Carrera
Herman jugó como profesional once temporadas en Chicago Cubs (1931-1941), después pasó a Brooklyn Dodgers (1941-1946), luego a Atlanta Braves (1946), posteriormente a Pittsburgh Pirates, donde jugó una temporada (1947), y fue el equipo en el que se retiró.

## Reconocimiento
En 1975, ingresó como miembro al Salón de la Fama del Béisbol.